# Бауман, Фриц

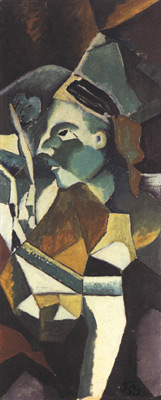
Ф.Бауман, Автопортрет (1916)

Фриц Бауман (нем. Fritz Baumann, 3 мая 1886, Базель — 9 октября 1942, Базель) — швейцарский художник.

## Жизнь и творчество
Фриц Бауман родился на севере Швейцарии, в Базеле, здесь же получил и художественное образование. Свои произведения создавал в различных живописных стилях, однако наиболее интересны его работы как мастера экспрессионизма. Ф. Бауман был человеком с неустойчивой психикой. Одержимый депрессией, он уничтожил значительную часть своих картин, созданных в 1916—1920 годы, выбросив их в Рейн.
Бауман является одним из основателей базельской художественной группы «Новая жизнь (Das Neue Leben)». Среди наиболее близких его друзей-художников следует назвать Арнольда Брюггера и Отто Мораха. 9 октября 1942 года, находясь в состоянии тяжёлой депрессии, Ф. Бауман кончает жизнь самоубийством.

## Дополнения
- Фриц Бауман — жизнь и творчество (на нем. языке)

## Галерея

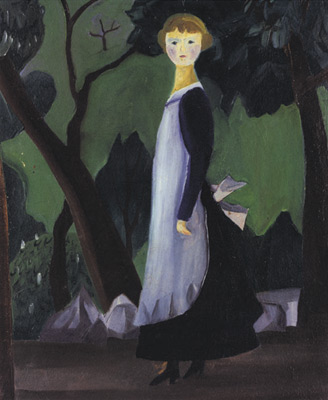
Эмми в саду (1916)
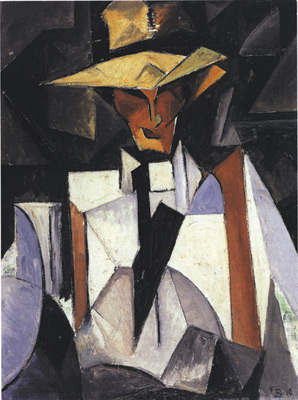
Мужчина в соломенной шляпе (1913)
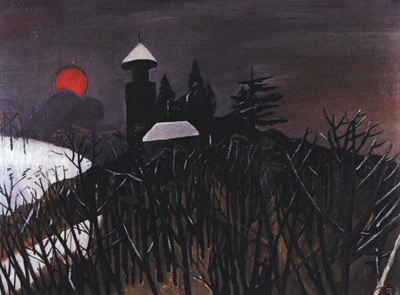
Эрмитаж (1916)
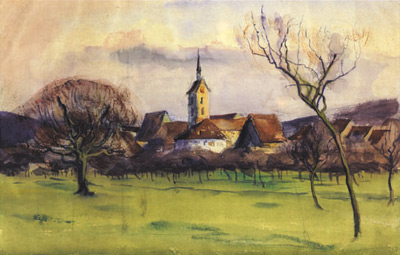
Муттенц (1910)
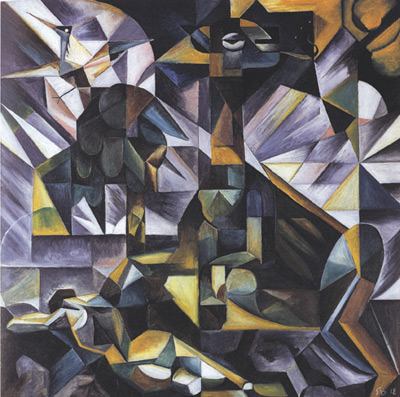
Судьба (1918)